# شمشیرزن دوره‌گرد (فیلم)
شمشیرزن دوره‌گرد (انگلیسی: Rurouni Kenshin) فیلمی در ژانر اکشن است که در سال ۲۰۱۲ منتشر شد. از بازیگران آن می‌توان به تاکرو ساتو، ترویوکی کاگاوا، ایجی اوکودا، یو آئویی و یوسوکه اگوچی اشاره کرد.

## داستان
در حالی که نیروهای امپریالیست پیروزی خود را در نبرد توبا-فوشیمی جشن می‌گیرند، یک شرکت کننده معروف به هیتوکیری باتوسای از میدان جنگ دور می‌شود و شمشیر خود را رها می‌کند.
یک دهه بعد، سایتو هاجیمه و همکاران پلیسش در مورد قتل یک پلیس مخفی که احتمالاً به دست باتوسای انجام شده بود تحقیق می‌کنند، اما سایتو قانع نشده و به تاکدا کانریو، تاجری ثروتمند، اما بی رحم مشکوک است. در همین حال، باتوسای سابق (که اکنون خود را کِنشین هیمورا می‌نامد) وارد توکیو می‌شود…

## بازیگران
- تاکرو ساتو در نقش کِنشین هیمورا، یک قاتل سابق که نام خود را باتوسای گذاشته و از گذشته خود پشیمان شده و با خود عهد کرده که دیگر هرگز آدم نکشد.
- امی تاکی در نقش کائُرو کامیا، صاحب یک مدرسه کِندو که پدرش به او واگذار کرده‌است.
- مونه‌تاکا آئوکی در نقش سانوسوکه ساگارا، یک مبارز خیابانی که با کنشین دوست است.
- یو آئویی در نقش مِگومی تاکانی، یکی از تریاک سازان اجباری کانریو، اگرچه از یک خانواده پزشک مشهور است.
- یوسوکه اگوچی در نقش، هاجیمه سایتو، یکی از اعضای سابق شینسِن گومی که اکنون به عنوان افسر پلیس با نام فوجیتا گورو برای دولت مِیجی کار می‌کند.
- گو آیانو در تقش گِین، یکی از افراد کانریو
- ترویوکی کاگاوا در نقش کانریو تاکدا، یک تاجر بی رحم